# Benyahia Abderrahmane
Benyahia Abderrahmane è un comune dell'Algeria, situato nella provincia di Mila.